# Йола (Нигерия)
Йола (англ. Yola) — город на востоке Нигерии, столица штата Адамава.
Население — 88 500 чел. (2004).
Расположен у реки Бенуэ и примерно в 800 км выше её впадения в р. Нигер.
До 1955 года город состоял из двух районов: старой Йола, где находится резиденция эмира и новой части Йола-Джимета (ныне выделена в отдельный город).
Большое влияние на возникновение и развитие Йола-Джимета оказали европейцы, которыми здесь в 1980 году был сооружен мост на р. Бенуэ, построены новые дороги, коттеджи и др.
Большая часть торговли в Йола теперь переместилась в город Джимета.
Во второй половине сезона дождей — с июля по октябрь река Бенуэ доступна для судоплавания.
В районе Йола производится сбор арахиса, хлопка, шкур животных, которые отправляются для сбыта в дельту реки Нигер в порты Буруту и Варри.
Развита торговля сорго, просом, орехами, сладким картофелем, рисом, сахарным тростником, арахисом, луком, перцем, индиго, рыбой, крупным рогатым скотом, козами, птицей, овцами и хлопком.

## Климат
| Показатель | Янв. | Фев. | Март | Апр. | Май  | Июнь | Июль | Авг. | Сен. | Окт. | Нояб. | Дек. | Год  |
| --- | ---- | ---- | ---- | ---- | ---- | ---- | ---- | ---- | ---- | ---- | ----- | ---- | ---- |
| Средний максимум, °C                                                                                                   | 36   | 37   | 39   | 39   | 36   | 32   | 31   | 31   | 31   | 33   | 36    | 35   | 34,5 |
| Средняя температура, °C                                                                                                | 25,6 | 28,4 | 31,5 | 32,1 | 30,1 | 27,6 | 26,6 | 26,1 | 26,4 | 27,6 | 26,9  | 25,4 | 28,1 |
| Средний минимум, °C | 18   | 21   | 24   | 26   | 24   | 23   | 22   | 22   | 22   | 22   | 19    | 17   | 21,7 |
| Норма осадков, мм | 0    | 0    | 4    | 51   | 101  | 137  | 176  | 210  | 185  | 48   | 5     | 0    | 917  |
| Источник: http://www.climatedata.eu/climate.php?loc=nizz0009&lang=en, http://www.levoyageur.net/weather-city-YOLA.html |      |      |      |      |      |      |      |      |      |      |       |      |      |

## История
Название города происходит от слова yolde, что на языке фула означает поселение на возвышении. Йола была основана в 1841 году и развивалась, как административно-политический центр эмирата Адамава, когда основатель эмирата Фула — Моддибо Адама (англ. Modibbo Adama), заложил поселение Йола для джихада Фульбе против обитавших здесь коренных народов Бата (Battа) и Вере (Verre).
В 1891 году лейтенант Луи Мизон, убедил эмира признать французские территориальные претензии. К 1893 году англичане распространили свой контроль над этой частью эмирата, и вскоре после этого «Royal Niger Company» создала торговое представительство в городе. В 1901 году эмир Lauwal Zubeiru заставил компанию покинуть Йола, но после вмешательства британских экспедиционных частей — положение британцев и «Royal Niger Company» было восстановлено.
В 1914 году немецкие колонизаторы вторглись в Йола из Камеруна, но англичане город удержали.
В городе расположены Федеральный технологический университет (основан в 1981 г.), центральная мечеть и Римско-католический костёл.
Построен аэропорт.